# Шерлок Гномс
«Шерлок Гномс» — британо-американський комп'ютерно-анімаційний комедійний фільм режисера Джона Стівенсона («Кунг-фу панда»). Сиквел мультфільму 2011 року «Гномео та Джульєта». Перший повністю анімаційний фільм студії Paramount Animation та перший мультфільм Metro-Goldwyn-Mayer за 10 років. Прем'єра у Бразилії відбулася 18 січня 2018 року. Прем'єра в Україні відбулася 15 березня того ж року, а в США — 23 березня.

## Сюжет
Гномео та Джульєтта, садові гноми, наймають приватного детектива Шерлока Гномса, щоб він розкрив таємниче зникнення гномів з англійських садів. Тепер прославленому детективу доведеться, як слід напружити власні звивини, адже його противник видався на рідкість хитромудрим і винахідливим. Через підступів лиходія герої позбулися всього сімейства, перебуваючи в цілковитому здивуванні, як діяти при такій ситуації, що склалася. Отже, поміркувавши над цією незвичайною справою, Шерлок вирішує вдатися до допомоги свого давнього друга — доктора Ватсона. Разом вони вистежують чергового ворога, намагаючись зрозуміти мотиви його вчинків і хід думок. Ось тільки Гномео та Джульєтта, спостерігаючи за його горезвісним методом, незабаром починають розуміти, що цей легендарний геній зовсім не такий спритний і розумний, що природно істотно ускладнює слідчий процес.

## Ролі озвучували
- Джеймс Мак-Евой — Гномео, син леді Ягідки та чоловік Джульєтти
- Емілі Блант — Джульєтта, дочка лорда Кирпічера та дружина Гномео
- Джонні Депп — Шерлок Гномс
- Чиветел Еджіофор — гном Ватсон, друг Шерлока Гномса
- Джеймі Деметріу — Моріарті
- Майкл Кейн — лорд Кирпічер, батько Джульєтти
- Мегі Сміт — леді Ягідка, мати Гномео
- Ешлі Дженсен — Нанетт, подруга Джульєтти
- Метт Лукас — Бенні, найкращий друг Гномео
- Стівен Мерчант — Паріс
- Мері Джей Блайдж — Ірен, пластикова лялька та колишня подруга Шерлока Гномса
- Декстер Флетчер — горгули Реджі
- Джейвон Прінс — горгули Ронні
- Хуліо Бонет — гном у манкіні
- Гері Бредбері — Баррі, туалетний гном
- Ган Чі — програвач для відеоігор
- Розалі Крейг — капітан Німрод
- Стів Хемілтон Шоу — гном Стів
- Лейла Хобарт — співробітниця поліції
- Джеймс Хонг — сільничка
- Оззі Осборн — Оленя
- Ден Старкі — Тедді Грегсон / репортер
- Джон Стівенсон — горила
- Ів Вебстер — місіс Аддерсон/велика вуха гномиха
- Стівен Уайт — робітник мосту
- Келлі Есбері — гноми-головорези
- Джулі Волтерс — міс Монтеккі
- Річард Вілсон — містер Капулетті
- Синь Чжао — головки, що штабелюються.

## Історія створення
У березні 2012 року повідомлялося, що продовження мультфільму «Гномео та Джульєтта» перебуває в розробці студією Rocket Pictures, а Енді Райлі та Кевін Сесіль, двоє з дев'яти авторів першого мультфільму, вже займалися написанням сценарію. Повідомлялося, що у сіквелі буде представлена альтернатива для Шерлока Холмса, «найбільшого та декоративного детектива», найнятого персонажами з першого мультфільму, щоб розслідувати таємницю гномів, що зникають .
У вересні 2012 року повідомлялося, що Джон Стівенсон, який зняв «Кунг-фу панду», був найнятий зрежисувати мультфільм після відмови постановника приквела Келлі Есбері через зайнятість останнього над «Смурфиками: Загублене село». Тим не менш, Есбері був залучений у сиквел як креативний консультант.
У листопаді 2015 року було оголошено, що Джонні Депп візьме участь в озвучуванні Шерлока Гномса, і що мультфільм буде випущений 12 січня 2018 року, а Макевій і Блант знову повернуться до озвучення Гномео і Джульєтти відповідно.
На відміну від минулого мультфільму, який був анімований Arc Productions (а тепер Jam Filled Toronto), «Шерлок Гномс» створювався у Великій Британії та Франції. Як і перший мультфільм, анімація фільму була створена за допомогою Autodesk Maya. 60 % анімаційної команди перебували у Лондоні, інші — у Парижі. Під час пікового виробництва над проєктом працювало від 80 до 100 аніматорів.

## Критика та відгуки
На Rotten Tomatoes фільм має рейтинг 27 % на основі 64 рецензій із середнім балом 4,4/10. Критичний консенсус сайту говорить: «Шерлок Гномс, на жаль, абсолютно спантеличений таємною причиною свого власного існування». На Metacritic мультфільм має 36 балів зі 100 на основі 14 рецензій, що вказує на «загалом несприятливі відгуки». Аудиторія CinemaScore дала мультфільму оцінку B + за шкалою від A + до F.